# 星間赤化
星間赤化（せいかんせきか、英語: interstellar reddening）とは、星間塵による光の散乱によって、透過力の弱い短波長側の光が強く減衰し、長波長側の光に対し選択的に弱くなる現象。可視領域だけで考えれば赤っぽく見えることに相当するため、可視領域でなくても赤化という。
星間塵は短波長の光ほど効果的に散乱するため、星間塵の影響を強く受けるほど長波長の光が相対的に強く見える。
夕日が赤く見えるのは大気中の塵などで同じような現象が起こるためであり、原理的には同じ現象であるといえる。